# گربه شنی
گربهٔ شنی (نام علمی: Felis chaus) گربه‌سانی کوچک است که در مناطق کویری و صحرا زندگی می‌کند.

## ویژگی‌ها

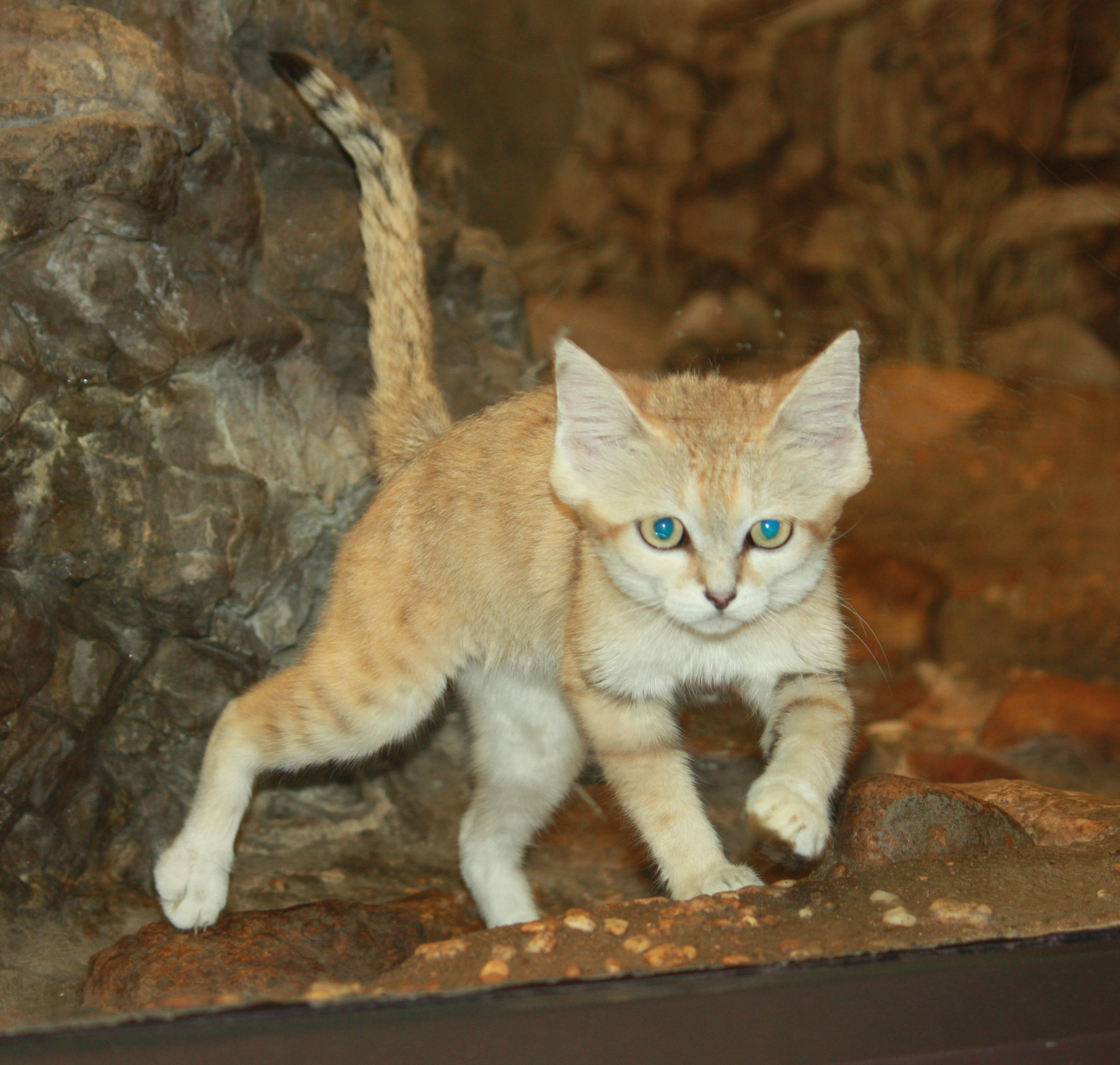
گربه شنی در باغ وحش سینسیناتی.

وزن آن‌ها بین ۱٫۵ تا ۴٫۶ کیلوگرم است و اندازهٔ بدن‌‌ آن‌ها نیز به ۳۹ تا ۵۲ سانتی‌متر می‌رسد. گوش‌های گربه شنی از گربه پالاس تیزتر است و همچنین حساسیت شنوایی این گربه ۸ دسی‌بل بیشتر از گربه خانگی است.

## پراکنش

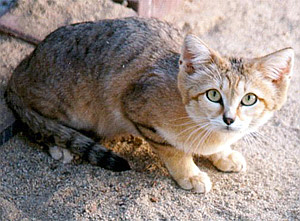

این گربه بیشتر مناطق استپی و بیابانی را برای زیست انتخاب می‌کند. این گربه در ایران در پارک ملی کویر، مناطق جنوبی کویر لوت در استان کرمان، محدودهٔ دو شاخ در منطقهٔ حفاظت‌شدهٔ توران در استان سمنان، پناهگاه حیات وحش بختگان، منطقهٔ حفاظت‌شدهٔ بهرام گور و منطقهٔ شکارممنوع درهٔ باغ بوانات در استان فارس، غرب پناهگاه حیات وحش عباس‌آباد و منطقهٔ حفاظت‌شدهٔ موته در استان اصفهان زیست می‌کند و دشت ترکمن صحرا ، نواحی شمالی و خراسان رضوی دیده شده‌است. افزون‌بر آن پراکنش جهانی گربهٔ شنی شامل شمال آفریقا، عربستان تا ترکمنستان نیز می‌شود.
اکوسیستم خشک آسیب‌پذیر که زیستگاه این گربه است در ایران، به دلیل سکونت و فعالیت‌های انسانی به ویژه چرای بی‌رویه در معرض تهدید قرار دارد.

## رفتار

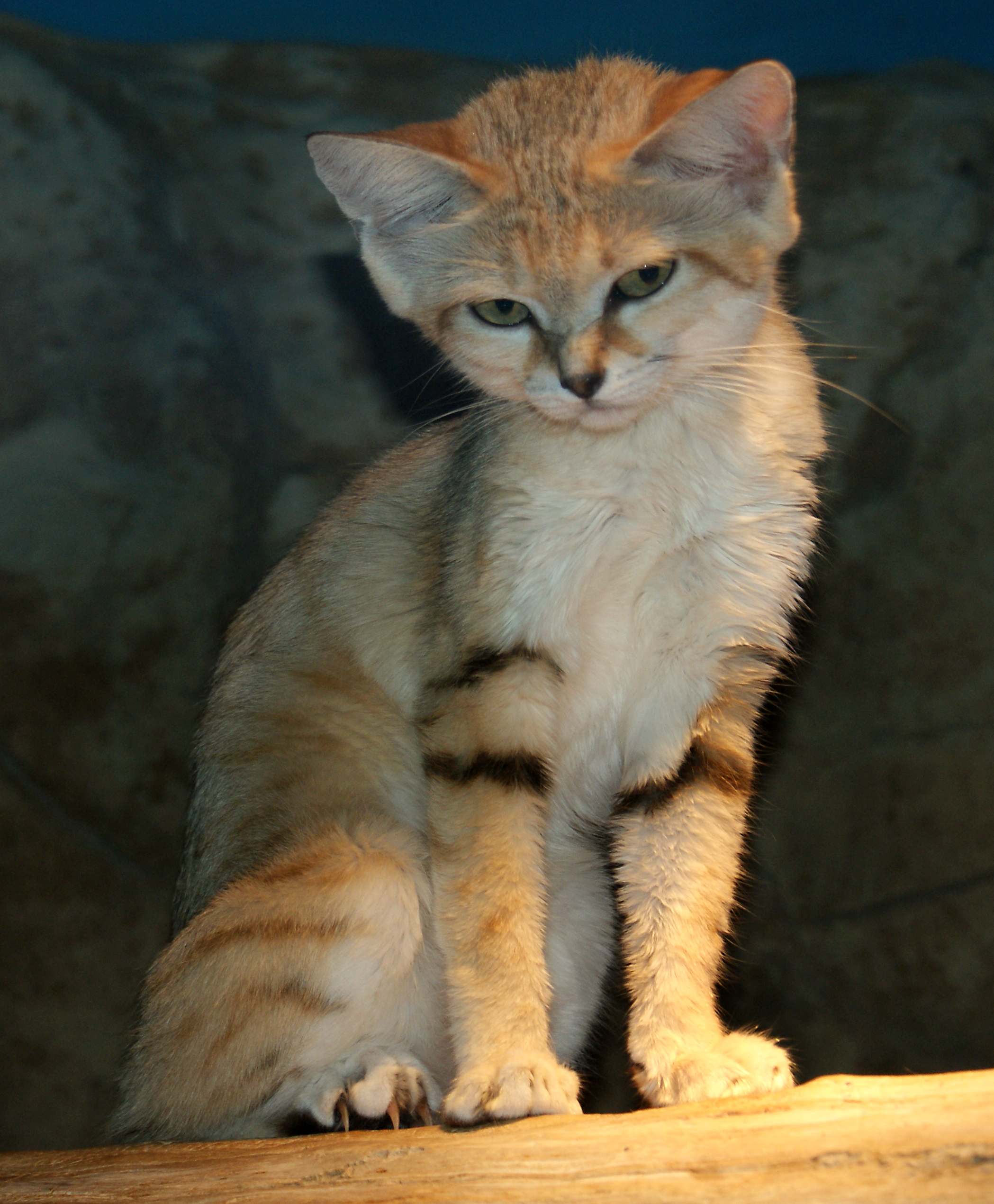

دربارهٔ رفتار این گربه اطلاعات ناچیزی در دست است. عمدتاً شبگرد است و روزها در لانهٔ خود که به‌طور عمودی بر زمین حفر کرده یا زیر بوته‌ها و شکاف سنگ‌ها استراحت می‌کند، با آنکه روی زمین فعالیت می‌کند اما به خوبی می‌تواند از درخت بالا رود. پس از غروب به شکار جوندگان، مارمولک‌ها، پرنده‌ها و حشرات می‌رود. البته خوراک اصلی وی جوندگان کوچک همچون جربیل، پامسواکی و همستر است. گربهٔ شنی در میان کوچ‌نشینان صحرای آفریقا به‌دلیل مهارتش در شکار مار معروف است. هرچند فوق‌العاده درنده‌خو است اما در اسارت بسیار رام و سربه‌راه است.
جز در هنگام جفت‌گیری تنها زندگی می‌کند ولی با وجود انزواطلبی شدید قلمروطلب نیست. با توجه به اینکه تمام آب مورد نیاز بدن خود را از غذایش به دست می‌آورد از منابع آبی دوری می‌گزیند. انسان، پرندگان شکاری، گرگ‌ها و مارها دشمنان طبیعی اویند.

## زیرگونه‌ها
- Felis margarita margarita شمال آفریقا از الجزایر تا عربستان
- Felis margarita airensis نیجر
- Felis margarita harrisoni شبه‌جزیره عربستان
- Felis margarita meinertzhageni صحرای آفریقا
- Felis margarita thinobia ایران، ترکمنستان و قزاقستان (این زیرگونه را برخی یک گونه مستقل می‌دانند)
- Felis margarita scheffeli پاکستان (CIITES این زیرگونه را در فهرست در معرض خطر انقراض قرار داده‌است)